# إدوارد هيغنز وايت
إدوارد هيغنز وايت (بالإنجليزية: Edward Higgins White)‏ (و. 1930 – 1967 م) هو ضابط، وطيار اختبار، ورائد فضاء من الولايات المتحدة الأمريكية . ولد في سان أنطونيو، تكساس .

## السيرة الشخصية

### السنوات الأولى، والتعليم والخدمة العسكرية
ولد وايت يوم 14 نوفمبر 1930، في سان أنطونيو، تكساس، لأبوين إدوارد هيجنز وايت، الأب (1901-1978)، الذي أصبح اللواء الركن في سلاح الجو الأمريكي، وأمه وامريم روزينا وايت ( 1900 -1983). إلتحق بالمدرسة في مسقط رأسه، وأصبح عضوا في الكشافة الأمريكية،, حيث حصل على رتبة الدرجة الكشفية الثانية. بعد التخرج من المدرسة الثانوية في عام 1948، تم قبوله في الأكاديمية العسكرية الأمريكية في وست بوينت، حيث تم في عام 1952 حصل على درجة البكالوريوس في العلوم، وانتدب باعتباره ملازما ثانيا في سلاح الجو. ثم، وقيل انه حضر مدرسة لتعليم الطيران، دورة دراسية لا تستغرق سوى أكثر من عام. بعد التخرج من مدرسة الطيران في عام 1953، تم تعيينه إدوارد هيغنز وايت في 22 مقاتلة يوم سرب في القاعدة الجوية بيتبارغ، في ألمانيا الغربية. أمضى ثلاث سنوات ونصف في ألمانيا الغربية يحلق في طائرة F-86 سيبر وF-100 سوبر سابر أسراب في الدفاع لحلف شمال الأطلسي.
بعد تخرجه من ويست بوينت، تنافس وايت على مكان في المنتخب الاولمبي الولايات المتحدة في سباق 400 متر.جعل فريق من الثانية فقط 1/10. وتضمنت هواياته الاسكواش، كرة اليد، السباحة، الغولف، والتصوير الفوتوغرافي.
وفي عام 1958، التحق وايت في جامعة ميشيغان تحت رعاية القوات الجوية لدراسة هندسة الطيران، حيث حصل على درجة الماجستير في العلوم في عام 1959. وبعد التخرج، وقد تم اختيار وايت لحضور مدرسة سلاح الجو الاميركي اختبار تجريبي في قاعدة ادواردز الجوية، في كاليفورنيا، وبعد التخرج في عام 1959، تم تعيينه كطيار اختبار في قسم أنظمة الطيران في رايت باترسون بولاية أوهايو. وخلال حياته المهنية، فإن وايت سجيل أكثر من 3000 ساعة طيران مع القوات الجوية، بما في ذلك حوالي 2200 ساعة في الطائرات، وسوف تبلغه في نهاية المطاف إلى رتبة مقدم.
في عام 1953، تزوج وايت باتريشيا فينيغن، الذي إلتقى بها في حين في ويست بوينت.
كان وايت ينتمي للكنيسة الميثودية و متدين.

## وفاته

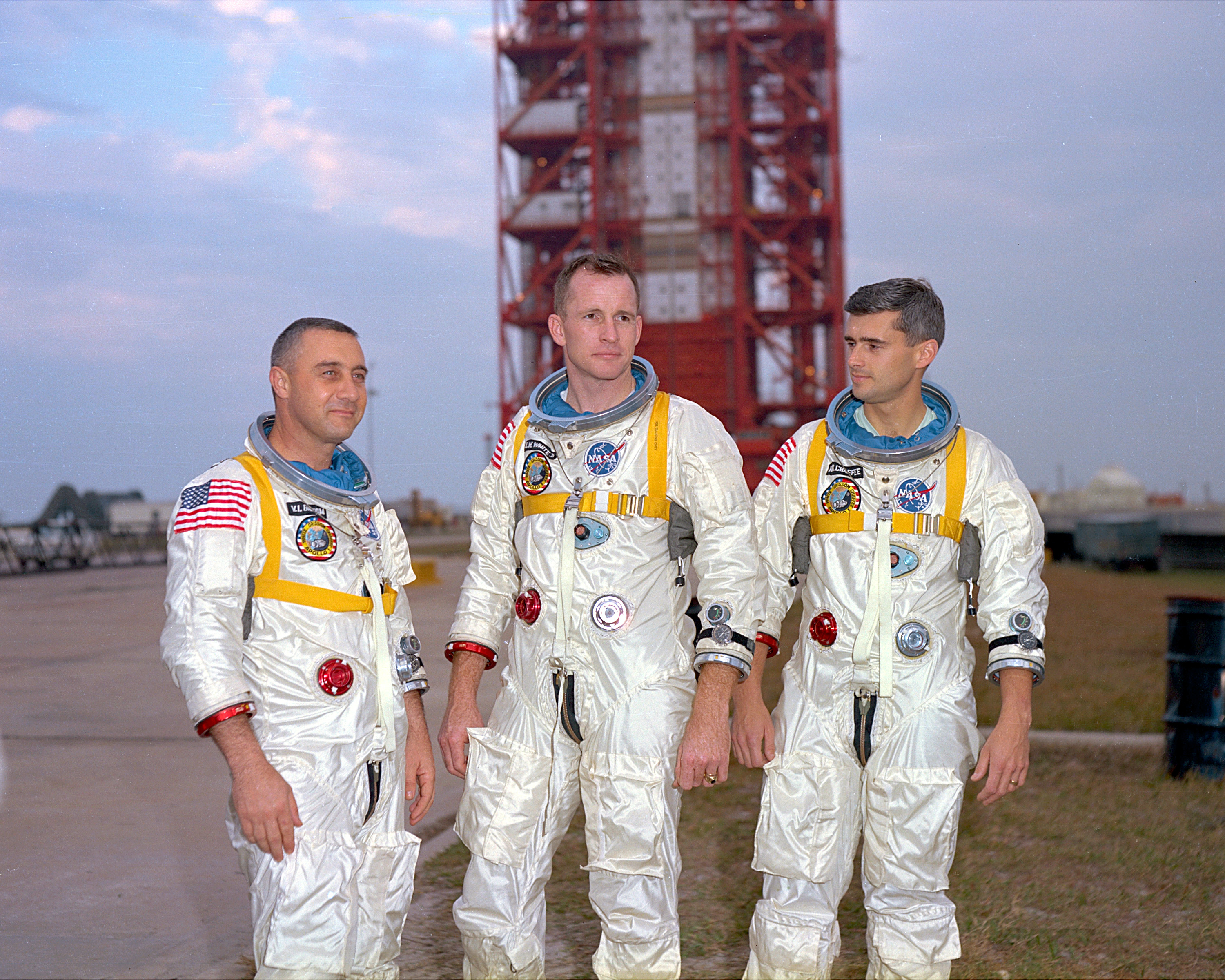
رواد الفضاء الذين ماتوا (من اليسار إلى اليمين) غوس غريسوم، إدوارد هيغنز وايت وروجر تشافي، تشكل أمام إطلاق مجمع 34 التي سكنها زحل 1 إطلاق مركبة. توفي رواد الفضاء بعد عشرة أيام في النار على منصة الإطلاق.

كان من المقرر إطلاق أبولو 1 في 21 فبراير 1967، عندما دخل طاقم المركبة الفضائية في 27 يناير المركبة فوق معززة زحل على منصة الإطلاق 34 في كيب كينيدي، ل«المقابس من» اختبار المركبة الفضائية، والتي شملت بروفة للإجراءات أطلاق العد التنازلي . في منتصف الطريق من خلال الاختبار، اندلع حريق في المقصورة مليئة الأكسجين النقي، مما أسفر عن مقتل جميع الرجال الثلاثة بما فيهم وايت.
وكانت مهمة وايت لفتح غطاء فتحة في حالات الطوارئ، الذي حاول على ما يبدو إلى القيام به؛ عثر على جثته في مقر مركزه، حيث وصل ذراعيه فوق رأسه نحو يفقس. إزالة الغطاء لفتح فتحة أمر مستحيل، لأن تصميم المكونات الباب المطلوبة التنفيس عادة قليلا ضغط أكبر مما كان في الغلاف الجوي وسحب الغطاء في المقصورة. لم يتمكن من الوصول إلى السيطرة تنفيس المقصورة إلى يساره، حيث تم تحديد موقع مصدر النيران في غريسوم. رفعت الحرارة الشديدة والضغط في قمرة القيادة حتى أكثر من ذلك، إلى النقطة التي تمزق جدران المقصورة.وكان رواد الفضاء قتلواخنقا بسبب استنشاق الدخان.
توفي في قاعدة كيب كانافيرال للقوات الجوية .

## ريادة الفضاء
شارك في المهمات الفضائية:
- Gemini 4.

## جوائز
حصل على جوائز منها:
- Harmon Trophy
- Congressional Space Medal of Honor.

## روابط خارجية
- إدوارد هيغنز وايت على موقع IMDb (الإنجليزية)
- إدوارد هيغنز وايت على موقع الموسوعة البريطانية (الإنجليزية)
- إدوارد هيغنز وايت على موقع مونزينجر (الألمانية)
- إدوارد هيغنز وايت على موقع إن إن دي بي (الإنجليزية)